# Klankverschuiving
Klankverschuiving is een historisch proces in een taal, waarbij klanken, klinkers of medeklinkers mettertijd anders worden uitgesproken. Het is een onderdeel van een ruimer proces van taalverandering. Elke taal ondergaat geleidelijk veranderingen. Zo ontstaan ook varianten, die eventueel uitgroeien tot onderscheiden talen.

## Voorbeelden van mechanismen
- Assimilatie: twee klanken vloeien samen in één enkele, bijvoorbeeld: de [p] en [b] in opbod.
- Diftongering en triftongering: een enkele klinker (monoftong) wordt een tweeklank of triftong, bijvoorbeeld: Paris wordt Parijs. Het omgekeerde verschijnsel heet monoftongering.
- Dissimilatie: twee klanken evolueren nog verder uiteen.
- Elisie, apocope en syncope: verschillende manieren waarop een klank verdwijnt, bijvoorbeeld: broeder en zuster wordt broer en zus, luchtpost werd lugpos in het Afrikaans.
- Epenthesis: het inlassen van een nieuwe klank tussen twee andere, bijvoorbeeld: kerk wordt uitgesproken als kerrek.
- Haplologie: verlies van een lettergreep door een gelijkluidende lettergreep, bijvoorbeeld: Oudengels Anglaland werd England.
- Lenitie; een plosief wordt een fricatief of een nog meer open klank.
- Metathese: twee klanken verwisselen van plaats, bijvoorbeeld: derde of dertig tegenover drie.
- Nasalisering: het verlies van een nasale medeklinker heeft tot gevolg dat een nabije klinker nasaal wordt, bijvoorbeeld in het Frans woorden met -in, die eerst [in] uitgesproken werden, en die nu als [ɛ̃]? klinken.
- Palatalisatie: een niet-palatale klank wordt dichter in de buurt van het harde verhemelte gearticuleerd.
- Prothesis, epenthesis en paragoge: het toevoegen van een of enkele klanken op een bepaalde plek in een woord: schoe met meervoud schoen wordt schoen met meervoud schoenen.
- Toonvorming: in sommige toontalen beïnvloedt een verdwenen medeklinker de toonhoogte van een naburige klinker.
- Verbinding: het inlassen van een verbinding tussen twee woorden, bijvoorbeeld in het Frans: il y a wordt y a t-il bij inversie voor de vraagvorm.

## Historische voorbeelden
- De Grote klinkerverschuiving (Engels)
- De grote klankverschuivingen in de Germaanse talen (zie kader)
- In het oorspronkelijke Latijn werd de /c/ (wellicht) altijd als [k] uitgesproken, maar de uitspraak verschoof als gevolg van palatalisatie later naar [s] (tenminste vóór e, ae, i of y), bijvoorbeeld:
  - Caesar: van [kaisar] naar [sesar] (maar keizer)
  - Cicero: van [kikero] naar [sisero]
  - Francia: van [frankia] naar [fransia] (maar Frankrijk)